# Антракт (фильм)
«Антракт» из балета «Спектакль отменяется» (фр. Entr'acte, 1924) — французский короткометражный немой фильм Рене Клера, снятый на музыку Эрика Сати в тесном содружестве с Франсисом Пикабиа, Марселем Дюшаном, балетмейстером шведского балета Иоганном (Жаном) Бьорленом и рядом других художников-дадаистов.
Фильм «Антракт» безусловно выделяется из всего творчества Рене Клера. Ничего подобного Клер более ни разу не снимал. Созданный в тесном сотрудничестве с группой дадаистов, сюрреалистов и авангардным композитором, «Entr’acte de Relâche» несёт на себе все черты присутствия соавторов. Несмотря на это, именно «Антракт» создал в 1924 году Клеру кинематографическое имя и выделил его из числа начинающих режиссёров.

## История создания
Фильм «Entr’acte» («Антракт») был снят по заказу Шведского балета в Париже. Небезынтересно проследить, каким образом произошёл выбор очень молодого и мало кому известного режиссёра для создания короткометражного экспериментального фильма. В то время Рене Клер работал редактором иллюстрированного приложения «Фильмы» к журналу «Иллюстрированный Театр и Комедия». Главным редактором этого журнала был директор театра Елисейских полей, Жак Эберто. И как раз этот театр служил «базой» для Шведского балета и там ожидалась постановка нового авангардного балета «Спектакль отменяется» (или, как он иногда переводится на русский язык, «Антракт») в ноябре 1924 года. Именно по рекомендации Эберто начинающий кинорежиссёр Клер был выбран для постановки кинематографического пролога и антракта к балету на музыку Эрика Сати. На тот момент Рене Клер снял ещё только одну («сомнамбулическо-фантастическую») короткометражку «Paris qui dort» («Париж уснул»), которая не имела большого успеха и пока не составила ему имени. Предложенная директором театра кандидатура Клера, молодого режиссёра с гибким и подвижным умом, готового к сотрудничеству с самыми радикальными авангардистами, была утверждена без проблем.

Кинематограф создал несколько достойных произведений, «Политый поливальщик», «Путешествие на Луну» и некоторые американские комедии. Другие фильмы (несколько миллионов километров плёнки) были в той или иной мере испорчены «традиционным искусством»— Рене Клер
Сценарий балета (и частично фильма) был написан одним из лидеров дадаизма и сюрреализма начала 1920-х годов, Франсисом Пикабиа. Он же был художником-постановщиком и главным организатором (мотором) спектакля. Музыку для балета и киноантракта писал эксцентричный композитор-авангардист, Эрик Сати, которому на тот момент исполнилось уже 58 лет. После «установочной беседы» с Франсисом Пикабиа и директором шведского балета, Рольфом де Маре, Рене Клеру была предоставлена полная свобода в доработке сценария и съёмках фильма. Само по себе название балета «Relâche» — представляло собой привычное для парижан слово, которое обычно крупным шрифтом пишется на табличке и вывешивается на дверях театра в те дни, когда спектакль по какой-то причине не может состояться. Таким образом, название «Спектакль отменяется», выбранное для балетного вечера, само по себе уже являлось манифестом дадаизма. Не удивительно, что группа «дада» и сюрреалистов обещала Рене Клеру не только поддержку в создании ленты, но и массовку, а также необходимое количество актёров (и соавторов в создании отдельных эпизодов) для съёмок фильма.
Однако, ещё в конце октября 1924 года, всего за пять недель до премьеры «Антракта» (назначенного предварительно на 27 ноября 1924 года, но, в конце концов, перенесённого на 4 декабря) фильм не только не был снят, но композитор Эрик Сати даже не смог начать сочинение музыки для сопровождения киноленты. Только 25 октября Рене Клер сообщил ему необходимые подробности о фильме, который должен был демонстрироваться между двумя частями балета и прислал синопсис, уточнявший хронометраж каждого эпизода. Однако, это не помешало Сати в самые сжатые сроки написать подробнейшую партитуру, сопровождающую каждый эпизод буквально по пятам. Ориентируясь исключительно по собственным представлениям, Сати сочинял музыку «по тактам», принимая во внимание не психологическую, и не сюжетную линии, (которые он никогда не учитывал), но исключительно специфику кинематографических средств и ритм движения в кадре. Эта работа рассматривается в качестве новаторской ещё и в том смысле, что композитор создавал музыку к фильму после его окончания Клером, ориентируясь на законченный видеоряд, что не было принято в то время, а оригинальное музыкальное сопровождение вообще создавалось только для крупномасштабных постановок и такая практика была редкостью. 
Строение фильма и структура музыкального сопровождения, таким образом, оказались почти идеально параллельными. Каждый кинематографический план фильма «Антракт» распадается на многочисленные и весьма похожие друг на друга изображения, отличия между которыми ничтожно малы. Точно таким же образом и музыкальные эпизоды, предложенные Сати, включают многократно повторяющиеся мотивы с минимальными изменениями. Этот метод Эрик Сати привнёс в киномузыку из своего другого любимого изобретения: меблировочной музыки, предвосхитившей за полвека появление такого музыкального направления, как минимализм. Параллельное следование визуального и звукового образа многократно усиливает воздействие фильма в целом, хотя музыка как таковая ни разу не привлекает к себе отдельного интереса зрителя. Таки образом, Сати и в киномузыке с первого опыта сразу выступил как новатор и провозвестник так называемого резонансного метода монтажа.
Эрик Сати, в момент съёмок фильма уже смертельно больной, но всё такой же денди с неизменным зонтиком-тростью в руках производил чрезвычайный контраст рядом с вечно растрёпанным и мешковатым художником Франсисом Пикабиа. Спустя всего восемь месяцев после премьеры фильма — Сати умер в больнице Сен-Жак.
По признанию самого Рене Клера, он находился под таким впечатлением от яркого и экстравагантного облика композитора, что впоследствии пытался снова и снова воспроизвести его во множестве своих фильмов, всякий раз, по возможности, придавая его черты актёру Полю Оливье (Paul Ollivier). Уже в последние годы жизни, будучи маститым и увенчанным лаврами мастером (он был первым кинематографистом, принятым во Французскую Академию), Рене Клер утверждал, что музыка «Cinema», сочинённая Сати в 1924 к его фильму была «самой кинематографической партитурой, которую он когда-либо держал в своих руках».
Поначалу киноантракт из балета «Relâche» вовсе не имел отдельного названия. Более того, у него не было даже титров, позволявших узнать, кто этот фильм делал и как он называется. Предназначенный для показа в антракте одного конкретного спектакля, фильм «Entr’acte de Relâche» не предполагал отдельного использования и никто не думал, что он будет иметь настолько большой успех. Однако, судьба распорядилась иначе. Шведский балет в Париже разорился спустя два месяца после премьеры и был распущен. Его руководители уехали в США, а балет Эрика Сати «Relâche» более пятидесяти лет не показывался на сцене. Однако фильм Рене Клера, сделавший отдельную авангардную сенсацию, совершенно отдельно от балета весьма часто показывался в синематеках всего мира на протяжении многих десятилетий — хотя без звука, поскольку снят он был в эпоху немого кино и не содержал в себе закреплённой звуковой дорожки. Постепенно за фильмом закрепилось простое и техническое название «Entr’acte de Relâche» или просто «Антракт». Под этим названием более сорока лет показывалась вторая, большая часть киноленты, экспонировавшаяся на экран в антракте спектакля Сати-Пикабиа. Трёхминутный пролог фильма в эту версию не входил.
В 1967 году Рене Клер решил вернуться к старому фильму, сделавшему ему громкое имя. Он взялся сам перемонтировать старую ленту и создать звуковую версию этого произведения, одновременно добавив к нему «пролог» из «Relâche», чтобы личное изображение автора и музыка Эрика Сати были связаны теперь неразрывно. В качестве саундтрека для кинокартины была специально сделана запись киноантракта «Relâche» в исполнении оркестра под управлением Анри Соге, одного из учеников и протеже последних трёх лет жизни Эрика Сати и активного члена так называемой «Аркёйской школы». Специально смонтированная автором полная версия кинофильма также не имела титров с названием «Entr’acte», не имеет она их и до сих пор. Однако, историческое название «Антракт» настолько прочно закрепилось за фильмом и вошло в историю кино XX века, что и по сей день мы знаем этот фильм под этим кратким названием, по существу обозначающим только то место, которое он занимал во время представления балета «Relâche» или «Представление отменяется».
Таким образом, если принять во внимание ярко выраженный дадаистский замысел и концепцию спектакля «Relâche», а также экспериментальный сюрреалистический характер фильма «Entr’acte», то постепенно и стихийно возникшее сочетание этих двух названий «Entr’acte de Relâche» — можно признать дважды дадаистским, только дополнительно усиливающим бессмыслицу всего события в целом. И в самом деле, «Антракт из спектакля, который был отменён» — не есть ли это тот самый апофеоз главного принципа «дада», который был задуман главными авторами «Несостоявшегося представления»: Эриком Сати и Франсисом Пикабиа.

## Сюжет

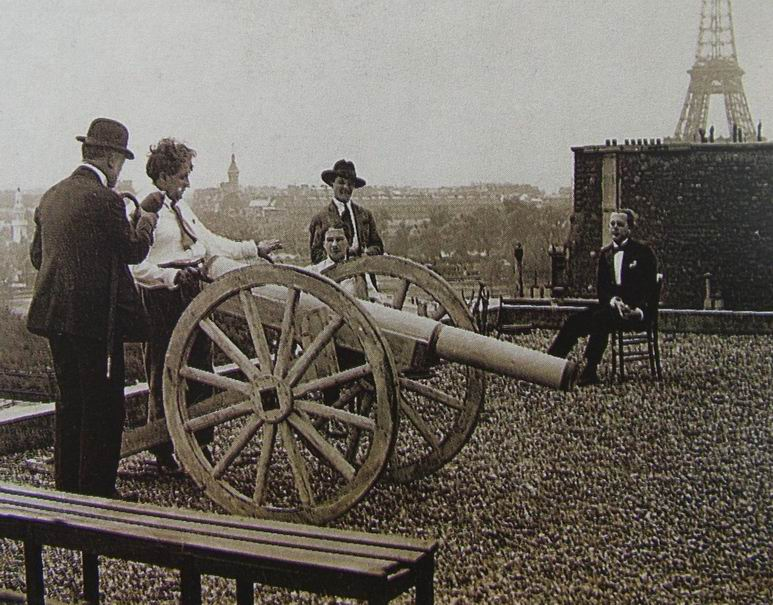
Сати, Пикабиа, Клер и Бьорлен на съёмках фильма «Relâche» (ноябрь 1924)

Фильм состоит из двух неравных частей. Первая из них, Пролог — короткая, чуть менее двух минут, проецировалась на экран во время исполнения увертюры балета Эрика Сати «Relâche» (в переводе «Спектакль отменяется» или чаще употребительное название «Антракт»). Вторая часть, Антракт — продолжительностью примерно 18 минут, показывалась в зрительном зале театра во время (или вместо) антракта между двумя актами того же балета. Эти две части, Пролог и Антракт, почти не связанные друг с другом ни по сюжету, ни по стилю, тем не менее в настоящее время соединены автором в один фильм «Антракт» и показываются вместе без перерыва, как единое целое.
- Часть первая, «Пролог», начинается видом Парижа, снятого с высокой крыши, по которой беспорядочно суетясь, дёргаясь и целясь в разные стороны, катается одинокая бутафорская пушка. В коротком Прологе Рене Клер снял всего двух «актёров». Это одетый «с иголочки» автор музыки, Эрик Сати в компании растрёпанного, в расстёгнутой рубашке автора сценария и художника-постановщика балета Франсиса Пикабиа. Они оба, выпрыгивая откуда-то сверху (в режиме ускоренной съёмки) прямо к лафету, принимались педантично готовить и наводить старую пушку для выстрела в зрительный зал. Это был их оригинальный способ дать третий звонок перед началом спектакля. Наконец, зарядив пушку странным предметом, похожим скорее на толстый и короткий карандаш, чем на снаряд, Сати и Пикабиа исчезают обратно, откуда выпрыгнули, а пушка — лениво и нехотя плюёт своим боевым зарядом прямо в зрителей.

В «Антракте», образ освобожден от обязанности что-то означать, он рождается реально, имеет конкретное существование. — Рене Клер
- Часть вторая, «Антракт», на протяжении первых пяти минут не имеет никакого связного сюжета. Это мелькание нагромождённых кадров крыш и улиц Парижа, снятых наискосок и комбинированным образом, а также несколько коротких сценок, в которых заняты художники сюрреалисты. Среди них выделяется абсурдная игра в шахматы на краю крыши между Марселем Дюшаном и Ман Рэем, в результате которой шахматную доску заливает потоками воды. Затем следует довольно длинная сцена, на которой балерина (вид снизу) в кружевных балетных панталонах проделывает пируэты, снятые ускоренной съёмкой через стеклянный пол. В конце длинной балетной сцены с пируэтами и верчениями, снятыми снизу, мы, наконец, видим лицо балерины. Оно бородатое, довольно мерзкое и «даже» в очках.

Более связное сюжетное повествование начинается примерно с пятой минуты кинокартины. Сценарий как бы представляет собой версию, почему вместо премьеры балета случилась «Отмена спектакля» (то есть, «Relâche»). Главный танцовщик и балетмейстер шведского балета, Жан Бьорлен, как оказывается, погиб накануне премьеры. И вот как это произошло. В тире, почему-то расположенном тоже на самом краю крыши, он стрелял из охотничьей двустволки по кокосовым орехам, подвешенным над фонтанчиком с водой. Но у него всё время двоилось и троилось в глазах. И когда ему, наконец, счастливо удалось попасть в один из орехов, откуда почему-то вылетел почтовый голубь и сел ему на шляпу. Как раз в этот момент на краю соседней крыши появляется злой художник Франсис Пикабиа. Решительно подняв ружьё с оптическим прицелом, он стреляет прямо в рот ничего не подозревающему балетмейстеру. Бьорлен плашмя падает с крыши вниз.

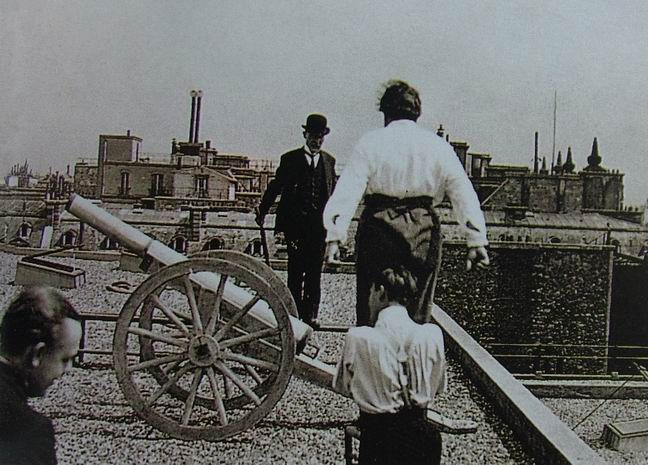
Бьорлен, Клер, Пикабиа и Сати на съёмках фильма «Relâche» (ноябрь 1924)

Похороны шведским балетом своего ведущего танцовщика. Толпа провожающих, основу которой составляет труппа шведского балета, а также сюрреалисты во фраках и с тростями в руках. Катафалк, отчего-то запряжённый верблюдом, за ним располагается длинная траурная процессия. В основном все одеты в чёрное. Правда, некоторые почему-то — в белом. Наконец, катафалк трогается с места. Процессия, (снова заснятая в рапиде), очень медленно и картинно прыгая, принимается бежать за чёрной колымагой. Всё более и более ускоряясь, этот бег продолжается почти до финала фильма. При этом хорошо заметно, что верблюд идёт очень медленно и никуда не торопится. Этот контраст составляет главную изюминку первой сцены похорон.
В какой-то момент верёвка сама собой отстёгивается от катафалка, верблюд спокойно отходит в сторону, а старая крытая телега с гробом едет дальше по улицам города, всё более и более ускоряясь. Уже обычной, (а не ускоренной) съёмкой, постепенно переходящей в замедленную, траурная процессия начинает семенить за катафалком, постепенно переходя на стремительный бег, на ходу скидывая с себя лишнюю одежду и отставая всё дальше и дальше. Скорость всё более нарастает, на экране лихорадочное мелькание домов, деревьев, людей, машин, рельсов и дорог. Следует фейерверк съёмок на американских горках, из автомобиля, вверх ногами, трясущейся и качающейся камерой. Постепенно катафалк выезжает на окраину Парижа, а затем несётся по просёлку среди пригородных полей. Наконец, на одном из крутых виражей — гроб с телом покойника вылетает и, картинно кувыркаясь, летит куда-то в густую траву. К нему, запыхавшись, подбегают девятеро последних, оставшихся ото всей траурной процессии. Как и полагается, крышка гроба вздрагивает, приподнимается и оттуда выскакивает целый и невредимый балетмейстер Бьорлен, почему-то при орденах и с дирижёрской палочкой в руках. По очереди он направляет свою волшебную палочку на каждого из девяти провожающих и все они растворяются в воздухе, исчезнув без следа. Расправившись со всеми своими преследователями, он направляет палочку концом к себе — и тоже растворяется в воздухе. Последние кадры фильма — представляют собой порванный экран и вылетающего из-за него директора балета. Его бьют ногой по лицу и он улетает «обратно» в экран.

## Художественные особенности
Идя за дадаистами, Рене Клер, однако, не отказался от актёров. По мнению C. В. Комарова, эпизод, в котором толпа провожающих преследует убегающий катафалк с покойником, представляет собой пародию на ранние комедии Пате. В этом юморе — коренное отличие Рене Клера от других дадаистов, уходящих в мир абстракций и абсурда.

«Антракт» — это не только набор авангардистских приёмов, но и обращение к традициям Люмьера, Мельеса и Мака Сеннета. А такие цели не ставили перед собой авангардисты, убеждённые, что они все создают заново. В «Антракте» можно выделить два направления: дадаистское, проявляющееся в необычности ассоциаций и особенно в ярмарочном эпизоде (танцовщица и стрельба по цели), и традиционалистское — в эпизоде похоронной процессии, завершающемся безумной погоней в стиле старых «комических». — Ежи Тёплиц
По мнению Зигфрида Кракауэра этом фильм представляет собой «единственный неигровой эксперимент „авангарда“, отчётливо привязанный к реальности кинокамеры». По его мнению оригинальность и своеобразие картины заключается в том, что под многими образами показанными в нём ничего не подразумевается: «Превращение сигарет в греческие колонны — не больше чем обыгрывание отдалённого сходства; фигура, составленная из ног и торса балерины и бородатой мужской головы, — всего лишь беспардонный дадаизм. Короче говоря, Клер трактует фантастику в шутливой манере, и поэтому его „Антракт“ скорее отвечает, чем противоречит духу выразительных средств кино».
- Главный постановщик, режиссёр и идейный руководитель спектакля Франсис Пикабиа определил странное лицо исполнителей фильма «Антракт». Как уже было сказано выше, группа «дада» и ранних сюрреалистов обильно и бесперебойно поставляла Рене Клеру рабочих съёмочной площадки, массовку, а также необходимое количество артистов (и одновременно соавторов в создании отдельных эпизодов) для съёмок фильма. Почти все роли в киноленте были сыграны не профессиональными артистами, но более или менее знаменитыми или известными участниками группы «дада»: композиторами, художниками, фотографами и поэтами парижского авангарда. Многие роли участников похоронной процессии, которым приходилось искусно прыгать и бежать за катафалком, достались артистам Шведского балета. Несколько наиболее известных исполнителей ролей отдельных эпизодов фильма «Entr’acte de Relâche» указаны ниже.

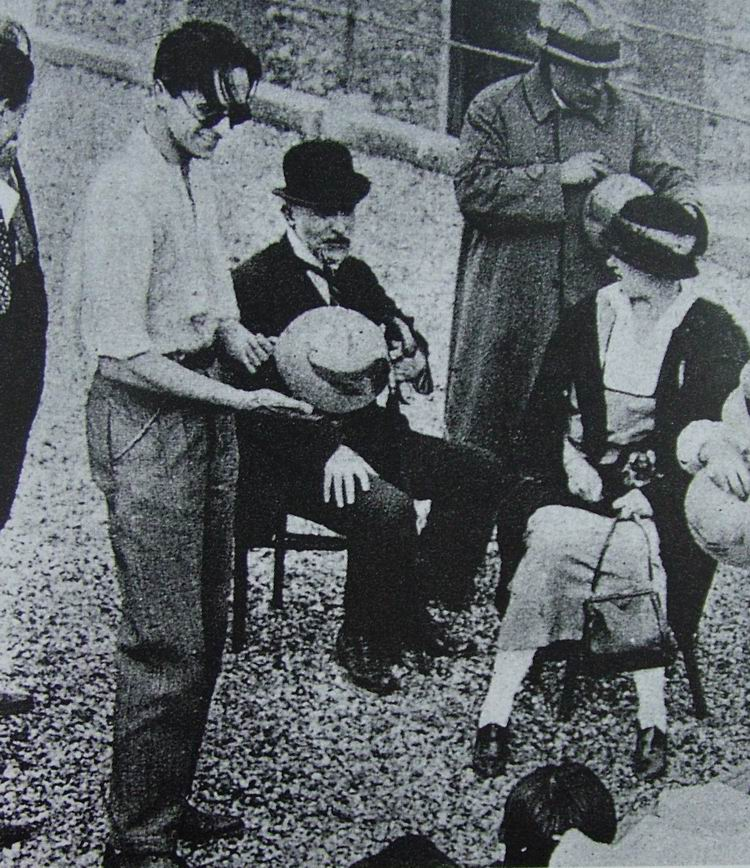
Рене Клер и Эрик Сати на съёмках фильма «Антракт» (октябрь 1924)

## В ролях
- композитор Эрик Сати
- художник Франсис Пикабиа
- балетмейстер Жан Бьорлен
- балерина Инге Фрис
- художник Марсель Дюшан
- художник и фотограф Ман Рэй
- композитор Дариус Мийо

## Дополнительные факты
- «Антракт», демонстрировавшийся в перерыве между двумя действиями «Шведского балета», который на постоянной основе выступал в Париже более пяти лет, вызвал большой шум в кругах парижской интеллигенции.[5]
- Балет «Антракт» (или «Спектакль отменяется») оказался своеобразным итогом деятельности «Шведского балета» в Париже. Не выдержав конкуренции со стороны «Русского балета» Дягилева и слишком дорогой постановки дадаистского спектакля «Relâche» с кинофильмом в антракте, Шведский балет в Париже разорился и в самом начале 1925 года прекратил своё существование. После премьеры «Антракта» (4 декабря 1924 года) прошло не более трёх месяцев, как труппа балета была распущена, а его лидеры, Жан Бьорлен (главный балетмейстер) и Рольф де Маре (директор) уехали в Америку.
- Балет «Антракт» (или «Спектакль отменяется») стал последним балетом яркого авангардного композитора Эрика Сати, а музыка к кинофильму «Антракт» вообще стала последним, что он написал в своей жизни. Спустя два месяца после премьеры «Relâche» Сати оказался в госпитале Сен-Жозеф, откуда уже не вышел и скончался 1 июля 1925 года.
- Фильм «Антракт» — уникален для творчества Рене Клера. Ни до него, ни после — он больше не сотрудничал с группой сюрреалистов и не создавал таких ярко-авангардных и абсурдистских лент.
- В кинокритической литературе этот фильм обычно называют «поэтическим апофеозом чистого кино», основанного на ритмической оркестровке «чистой» сюрреалистической визуальности., лишённой какой бы то ни было связи с литературой", «манифестом французского авангарда», «фильмом-эссе». Именно после появления этой работы кинематографическая и художественная среда Парижа запомнила и признала Рене Клера, хотя впоследствии он вернулся к своему стилю и снимал фильмы совершенно иного характера.
- Ещё один небезынтересный факт: немногим ранее, за четыре года до создания фильма «Антракт» Рене Клер снимался как актёр в фильме-балете «Лилия жизни» (1920), поставленном известной танцовщицей Лои Фуллер.[1].